# Emile Maurice Joseph Lamy
Emile Maurice Joseph Lamy (Amiens, 12 dicembre 1895 – Bordeaux, 28 agosto 1975) è stato un medico e genetista francese.
Maurice Emile Joseph Lamy fu figlio del giurista Eugène Lamy e di sua moglie Gaillet. 
Iniziò la sua carriera in un ospedale per bambini ammalati l'Hôpital des Enfants Malades di Parigi. Con il contributo di Jean de Grouchy e di Pierre Maroteaux studiò l'anemia emolitica, le aberrazioni cromosomiche e la mucopolisaccaridosi.